# Alfred Steinkirchner
Alfred Steinkirchner (* 23. Oktober 1956 in Straubing) ist ein ehemaliger deutscher Fußballspieler und heutiger -Trainer.

## Karriere

### Spieler
Steinkirchner stammte wie sein Bruder Werner aus der Jugend des TSV Straubing, für dessen erste Mannschaft er in der Landesliga spielte, bevor er zur Saison 1977/78 zum 1. FC Nürnberg wechselte. Mit dem Club spielte er in der 2. Bundesliga. Erst am Ende seiner ersten Saison machte er unter Trainer Horst Buhtz seine beiden einzigen Saisonspiele, als er am 31. Spieltag gegen die Kickers Würzburg sowie am 38. Spieltag gegen den FC Bayern Hof eingewechselt wurde. Die Saison endete auf Platz zwei, hinter Meister Darmstadt 98. Durch den zweiten Platz in der Südstaffel war Steinkirchner mit seinen Mannschaftskollegen für die Aufstiegsspiele zur Bundesliga qualifiziert. Gegner war der Zweitplatzierte der Nordstaffel Rot-Weiss Essen. Das Hinspiel wurde in Nürnberg ausgetragen, Trainer Werner Kern ließ Steinkirchner von Beginn an spielen und ersetzte ihn in der zweiten Halbzeit durch Miodrag Živaljević, das Spiel wurde 1:0 gewonnen. Durch das 2:2 im Rückspiel im Essener Georg-Melches-Stadion, in dem Steinkirchner nicht spielte, war der Aufstieg perfekt. In der Bundesliga wurde er bis zum 11. Spieltag fünfmal eingewechselt und erzielte ein Tor, dann wurde er zum SC Freiburg verliehen. Freiburg spielte in der 2. Bundesliga, im Verlauf der Spielzeit lief Steinkirchner 20-mal für die Breisgauer auf. Nach der Saison kehrte er zum Club zurück, der durch den Abstieg im Vorjahr wieder in der Südstaffel der 2. Bundesliga spielte. In Nürnberg machte er 14 weitere Spiele und trotz der zwei Trainerwechsel in der Saison, begonnen wurde mit Jef Vliers, dem folgte Peter Fuchs, bevor Robert Gebhardt übernahm, wurde der Gewinn der Meisterschaft gefeiert. Steinkirchner ging nicht mit dem Club in die Bundesliga, sondern wechselte zu den Stuttgarter Kickers und spielte zwei weitere Jahre in der 2. Bundesliga. Im ersten Jahr wurde Platz drei erzielt, der nicht für den Aufstieg reichte, aber die Teilnahme an der folgenden eingleisigen 2. Bundesliga sicherte. In der erstmals ausgetragenen bundesweiten 2. Bundesliga belegten die Kickers mit drei Punkten Rückstand auf Platz drei den siebten Tabellenplatz. Nach dieser Spielzeit kehrte Steinkirchner zum TSV Straubing zurück und spielte dort zwei weitere Jahre bis zum Bayernliga-Abstieg 1984, ehe er sich bis zum aktiven Karriereende 1989 nochmals dem SSV Jahn Regensburg in der Bayernliga anschloss.

### Trainer
Im selben Jahr übernahm er als Trainer den SC Rain, mit dem er auf Anhieb den Aufstieg in die Bezirksoberliga schaffte. 1993 übernahm er den Trainerposten bei seinem Stammverein TSV Straubing, bevor er zum SC Rain zurückkehrte und anschließend die SpVgg Landshut in der Bayernliga betreute. In späteren Jahren wurde er Jugendauswahltrainer des Bayerischen Fußballverbandes und trainierte als Cheftrainer den DFB-Stützpunkt Straubing. 2011 kehrte er erneut als Cheftrainer zum SC 1928 Rain zurück.